# 国鉄ED75形電気機関車
ED75形電気機関車（ED75がたでんききかんしゃ）は、日本国有鉄道（国鉄）が1963年（昭和38年）に開発した、交流用電気機関車である。
2016年（平成28年）4月以降は、旅客鉄道会社が保有する唯一の交流電気機関車となっている。

## 概要
1963年に常磐線が平駅（現・いわき駅）まで交流電化開業するのに伴い、それまでのED71形の後継車として、広汎な運用に備えるため汎用性を重視して設計された機関車である。
投入開始以来、当初構想の東北・常磐地区のほか、北海道や九州にも投入され、事実上の標準型として1976年までに302両が製造された。特急列車から一般貨物列車まで幅広く運用されたが、1980年代以降はEF81形の運用拡大、夜行客車列車や貨物列車の削減、普通客車列車の電車化・気動車化などによって運用が減少し、JR移行時には初期車を中心に大量の廃車が発生した。その直後、廃車となった一部の車両が日本貨物鉄道（JR貨物）の輸送量増大に対応するため車籍を復活して運用に就いたが、その後はEH500形の増備によって淘汰が進み、JR貨物では全車両が廃車された。

## 構造

磁気増幅器を2組 (MA1, MA2) を用いた無電弧低圧タップ制御。タップ間の電圧を位相制御して電圧を連続制御する。

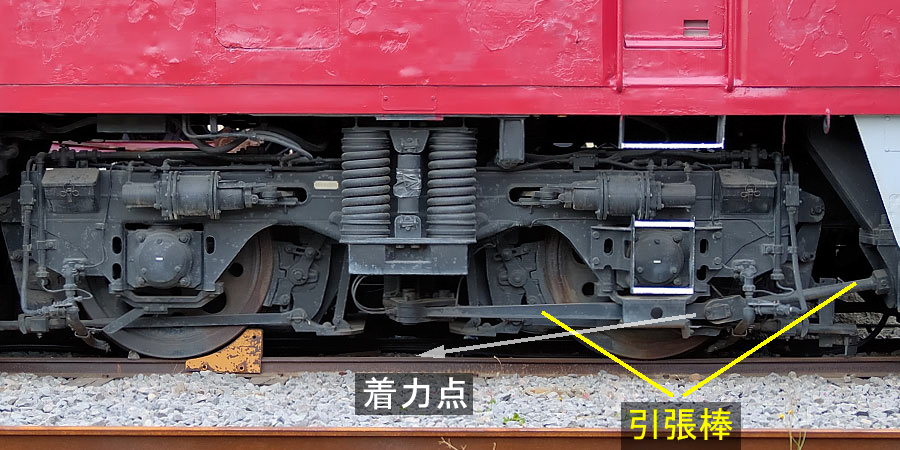
DT129形台車。心皿を使わず、車体と連結された台車下部の引張棒で牽引力を伝達する（ED76形500番台）

先にシリコン整流器を搭載して製造されたED74形を基本に、下記のような変更点がある。
ED74形は整流変圧器の1次側に置いた単巻変圧器で巻線比を切替える高圧タップ制御を用いたが、電流を連続的に制御できないシリコン整流器の問題点を解決できず、従来の水銀整流器搭載機と同等の粘着力をいかに確保するかが技術的課題であった。変圧器の2次側で巻線比を切替える低圧タップ制御とすれば、起動時に先天的に定電圧特性が働き、理論上この問題は解決できる。低圧側の制御は高圧側に比べ大電流を扱うため電流ピークが発生しやすいが、磁気増幅器により流通角制御するタップ間連続電圧制御で連続制御が可能となり、電気的粘着力の問題は解決した。その他の制御方式の電気機関車と区別するため、磁気増幅器（magnetic amplifier マグネティック アンプリファイアー）の略称からM形と呼ばれている。磁気増幅器は重量が大きいため、将来サイリスタ位相制御が実用化された際に換装が可能な設計とされた。主電動機は国鉄新形電気機関車の標準形式である直流直巻電動機MT52形を4基搭載する。
台車はED74形と同様、引張棒で牽引力を伝達する（ジャックマン式）仮想心皿方式を採用し、力点をレール面まで下げ機械的な粘着力を確保している。1エンド側にDT129Aを、2エンド側にDT129Bを装着する。
各所に20 ‰超の勾配区間が散在しながら、1,200 t 牽引が要求される東北本線でも使用するため、重連総括制御が可能な設計とされ、前面に貫通扉を持つ。車体構造も、1号機以外は、外板を別組して後から台枠と接合する方式を採用したため、車体の裾が一段引っ込んでいる。運転台側窓前部や側面明かり取り窓のHゴム支持化、側面エアフィルターのプレス成形品採用などで構造の簡易化・軽量化を図っている。外部塗色は交流機関車標準の赤2号である。
列車暖房装置は電気暖房方式を採用し、車体側面に暖房電源動作確認のための表示灯を設置する。パンタグラフはばね上昇式（PS101）を採用した。
本形式は用途や使用区間によって細かい番台区分があり、以下に詳述する。

## 形態区分

### 0番台（M形）
1 - 2号機
東北本線・常磐線用として1963年から製造された。1・2号機は試作機で、1号機は車体構造のほか、タップ切替器の駆動方式や機器配置も量産機と異なる。1号機は電磁式、2号機は電空式のタップ切り替え機を採用し、比較テストを行った。1980年に量産化工事と耐寒耐雪工事を行い、1号機はタップ切替機を3号機以降と同じものに交換している。
3 - 49号機
1964年製造の3号機以降が量産機で、2号機の仕様を基に各機器を改良している。台車間に吊り下げられていた界磁抵抗器が室内に移るなど、各所が設計変更されている。スカートは裾を丸めた形状である。1965年製造の47号機以降はブレーキの倍率が変更になっている。これらのグループは50号機及び84号機以降と比較して耐寒耐雪構造になっていないため、1971年から青森までの運用のため、運転室の暖房強化や床下機器へのヒーター取り付けなどの耐寒耐雪装改造を行っている。1987年2月までに全機が廃車となりJRには引き継がれていない。
50 - 83号機
東北本線盛岡駅電化に際し1965年から製造された。耐寒耐雪装備を強化し、正面窓にはツララ切りが設けられ、保護柵取り付け金具が準備されるなど、外観の印象が一変している。貫通扉にはヘッドマークステイが新設された。黒磯駅構内で発生しうる直流電化区間誤進入時の機器保護のため、主回路にヒューズを設けた。内部機器の保温まで考慮した84号機以降に対して、これらのグループは外部のみ耐寒耐雪構造であったため、1969年から床下機器のヒーター取付などの耐寒耐雪装備の強化を行っている
84 - 100号機
1966年製造で83号機までに対して暖房器強化・床下のリアクトル冷却風循環化・冷却風の室内循環化・各所へのヒーター増設など、さらに耐寒・耐雪性能の改善が図られている。車体上部にタイフォンが増設され、外観では、後部標識板の廃止に伴い、尾灯に飾りリングが付いた。
のちに重連総括制御用のジャンパ連結器を101号機以降とそろえるため、1 - 100号機は第一エンド助手側、第二エンド運転席側のKE63をヒーター内蔵のKE77Aに交換し、第二エンドには栓納めを追加した。
101 - 131号機
1967年から製造された。ツララ切り及び保護柵取り付け金具が省略され、初期車に近い外観であるが、飾りリング付き尾灯と平面スカートを持つ。床下には空気ブレーキ装置を収めるヒータ付の機器保温箱と、大型のリアクトル排風ダクトを装備した。重連総括制御用のジャンパ連結器は従来のKE63から、ED77形で採用されたKE77にヒーター追加したKE77Aに変更になり、パンタグラフも従来のPS101から耐寒形のPS101Bに変更になった。また、室内灯が蛍光灯化され、運転室の機器室の間を防音のため二重化している。
132 - 160号機
1968年から製造されたグループでP形1001 - 1015号機と同一ロットである。主電動機は改良型のMT52A形を搭載し、騒音低減のため、電動送風機をターボファンに変更している。パンタグラフはED94で採用したバネ部にカバーのあるPS101Cに変更になった。
※120号機は1970年、121号機は1984年、144号機は1974年にお召し列車牽引の実績がある。

### 300番台

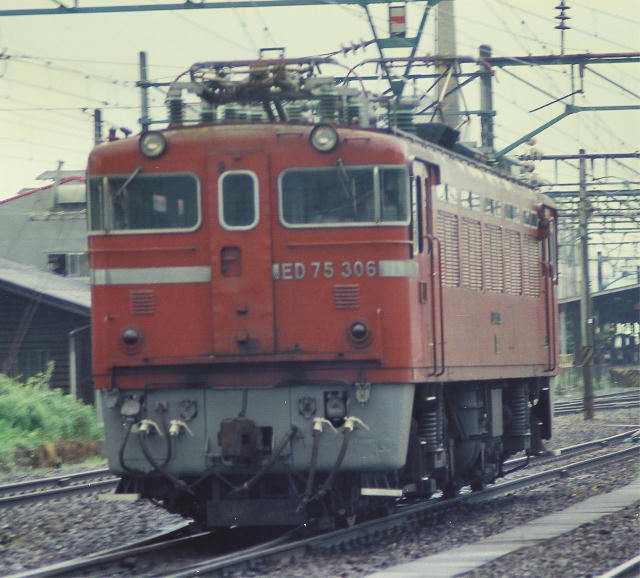
ED75 306

本形式唯一の 60 Hz 仕様機である。ED73形の増備機として九州地区で使用されたため、1965年に10両（301 - 310号機）、1968年に1両（311号機）が製造された。外観上は一般のM形機とほぼ同一であるが、正面には高速貨車用のジャンパ連結器とブレーキホースを持ち、屋根上のヒューズやスノープラウ（雪かき器）は省略された。九州地区用でありながら電気暖房（EG）が搭載された。またパンタグラフも九州地区の他の交流機と異なり、M形と共通のバネ上昇式のPS101を搭載した。
1965年製の301 - 310号機は、基本的な部分はM形の40 - 46号機と同仕様で、60Hz対応のため、主変圧器の3次巻線の巻数が異なり、電動空気圧縮機のプーリー比の変更、電動送風機の羽根の変更などがされている。製造当初、高速対応装備を持たず、1966年10月改正対応のため、電磁ブレーキ対応及びKE72ジャンバ連結器、運転台への連絡電話を取り付けている。
1968年製の311号機は主電動機が改良型のMT52A形になるなど、基本的な部分はM形の132 - 160号機、P形の1001 - 1015号機と同仕様で尾灯、スカートなどが年式相応のものに変更された。ただし在来機との互換性から、重連総括制御用のジャンパ連結器はM形が101号機以降採用したKE77ではなく、301 - 310号機と同じKE63のままとなった。暖地向けのため、順次強化された耐寒耐雪構造及び屋根上のタイフォンの増設がなく、パンタグラフもPS101を継続して搭載した。また当初から電磁ブレーキ対応及びKE72ジャンバ連結器を装備して製造された。
本番台は20系客車との連絡電話用KE59形ジャンパ連結器が装備されておらず、運転台の連絡電話もKE72ジャンバ連結器内に連絡電話用の回路は10000系貨車牽引対応のためで、応速度ブレーキ増圧装置も機関車側のみに作用する、いわゆる単機増圧仕様となっている。

軸重の関係から北部九州地区に運用が限定され、おもに高速貨物列車と寝台特急列車等蒸気暖房不要な客車の牽引に使用されたが、九州地区の一般形客車(旧形，50系共)は蒸気暖房を使用するため冬季の客車列車に充当できないなど、ED74形と同様に運用効率は良いものとはいえなかった。製造は11両で終了し、国鉄末期にはヘッドマークが復活した寝台特急列車の牽引も増えて居たが、それ以外の客車優等列車や客車普通列車の電車化、貨物列車の削減などで、機関車が大量に余剰になり、九州内で汎用的に使用できるED76形に淘汰される形で1986年3月に全機が一斉廃車となり、区分消滅した。

### 500番台（S形）
北海道交流電化用の試作機として、1966年に三菱重工業で1両（501号機）が製造された。
制御方式は故障防止の観点から無接点制御を図り、1965年製造のED93形で採用されたものを基礎として全サイリスタ位相制御とされた。M形の低圧タップに代え、変圧器の二次側巻線を4分割してサイリスタとダイオードブリッジを配置したもので、磁気増幅器による位相制御とタップの切換をすべてサイリスタで行う。タップ切換と異なりすべてを無接点で制御でき、機器の小型化・軽量化およびメンテナンス性に優れる。これは本機の大きな特徴で、このことから1両のみの存在であるにもかかわらずS形と呼ばれる。一応M形とは重連可能であるが、当面は北海道内のみの運用にとどまる存在であったことから総括制御用の機器は一部省略されて竣工している。
酷寒地用としてとくに耐寒装備が強化され、凍結防止の観点から特別高圧機器を室内に収納、空気遮断器や避雷器は主変圧器に内蔵し主整流器も大容量化された。ブレーキ装置にはヒーターを設け、車側フィルタからの雪の進入を抑えるため、冷却風は床下より取るよう設計されている。
パンタグラフは一般機と同一のPS101形で、凍結防止用のヒーターが設置され、電源として前頭部に一見避雷器に見える提灯形の絶縁変圧器が設置されていた。1968年に耐雪性に優れた下枠交差式のPS102A形に換装され、ブレーキのヒーターや絶縁変圧器を撤去している。これらの特殊装備の関係により全長は他のED75形より300 mm長い14,600 mmとなっている。
一方、サイリスタ位相制御では出力電圧波形が乱れ（右図下段）、高調波を発することが課題であった。本機の試験運用では高調波による通信・信号に対する誘導障害が著しいことと列車暖房の必要から、実際の量産は蒸気発生装置 (SG) を搭載したED76形500番台とされた。
本機はSG非搭載のためED76形500番台と共通運用が組めない事や札幌都市圏での誘導障害を避け、岩見沢駅以北の貨物列車に専用された。JR移行直前の1986年10月に廃車されている。

### 700番台
奥羽本線・羽越本線用の耐雪・耐塩害対策装備機として、1971年から1976年までに91両（701 - 791号機）が製造された。
基本番台（M形P形）と性能は同じで、主電動機はMT52Aを採用し歯車比も同一で、重連総括制御用も可能であるが、大幅に設計変更されている。
東北日本海側の電化にあたっては、冬季の強い北西風による塩害が懸念された。屋根上に配置した特別高圧機器を室内配置に変更し、これの艤装空間確保のため機器室内の電装系部品は小型軽量化され、内部の機器配置は基本番台とは異なる。
主変圧器とタップ切換器はED76形500番台のものを基本にユニット化及び変圧器への電気暖房用の4次巻線の追加がなされた。シリコン整流器は新設計で油冷化され、屋根上にあった遮断器を従来の空気式から真空式に変更し室内に取り込み、交流回路用単位スイッチ・継電器などは無接点式に変更して重量増加を抑えた。これにより無接点・無電弧化も進み、メンテナンスフリーが図られた。
車体は正面下部の通風孔を廃止し、飾り帯は塩害などによる腐食対策のためメタリック塗装に、尾灯は電球交換の容易な外ハメ式に変更された。パンタグラフは耐雪性を考慮し、小型の空気上昇下枠交差式PS103形を採用した。屋根上の碍子は塩害対策がされたものを採用し、前後のパンタグラフを詰めて車体中央側に配置することにより、碍子数も基本番台に対して半減している。運転席の操作機器類は人間工学の考え方を採り入れ、黒色の計器盤にメーター類を横一列に配置するなど、視認性や操作性を重視したものに一新された。
1972年製の735号機以降は単機増圧ブレーキが追加され、同年製の738号機以降はパンタグラフの断路器を変更している。745号機以降は、車体と一体構造で室内から電球交換を行う新設計の電暖表示灯が採用された。奥羽本線の全線電化に対応して製造された1975年製の760号機以降は、機器の完全非PCB化が行われ、ナンバーがクロムメッキから梨地メッキへ、電暖表示灯が縦2灯式から横2灯式に変更になった。
製造当初から全機を秋田機関区（現・秋田総合車両センター南秋田センター）に配置し、奥羽本線と羽越本線で使用した。後年のEF81形増備や老朽化したED71形置換え用として1980年から一部が福島機関区に転属し、東北本線でも使用されるようになる。1986年には青函トンネル専用機のED79形に34両が改造された。1986年11月の改正では一部が青森機関区に転属し、以降は「ゆうづる」運用で常磐線でも運用されるようになる。
1977年には752号機がお召し列車牽引機として整備された。また1987年以降は特別塗装機としてジョイフルトレイン「オリエントサルーン」用に塗装変更したものが5両存在したが、「オリエントサルーン」の引退もあって2005年の767号機の入場・一般色化に伴って消滅した。

### 1000番台（P形）

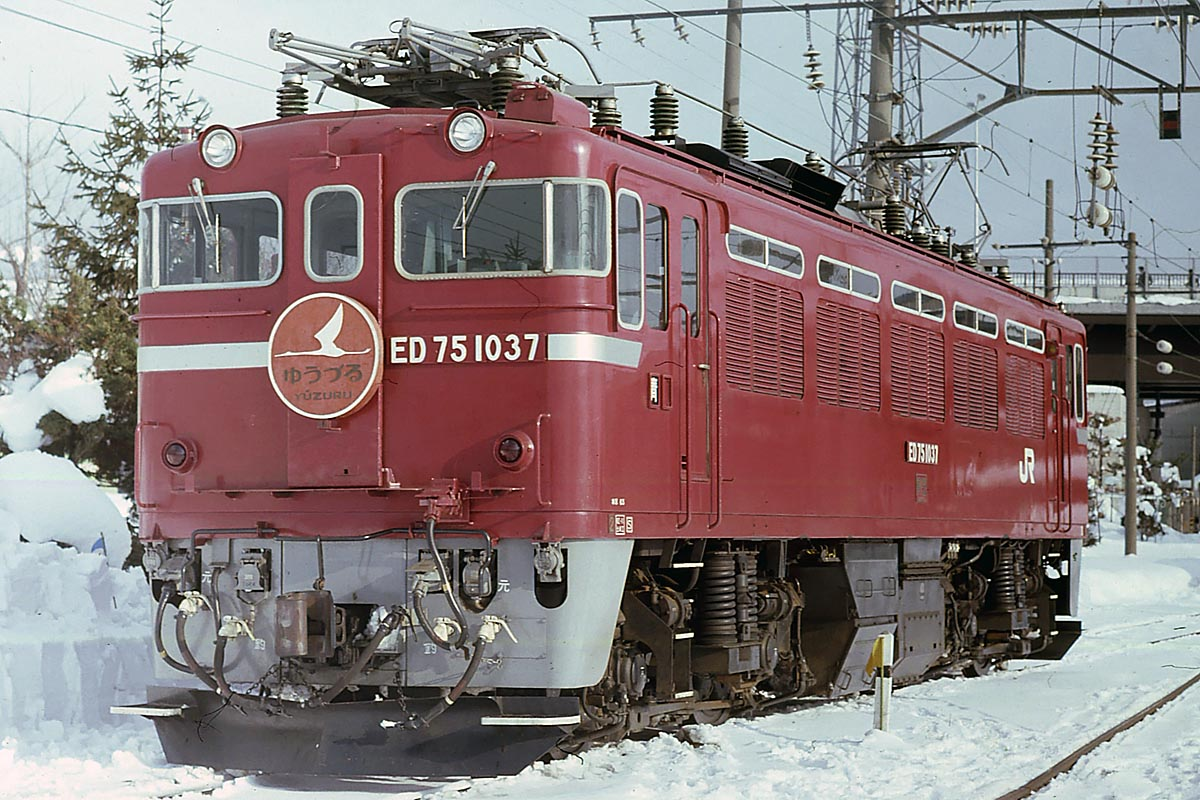
ED75 1037

東北本線全線電化に合わせ、1968年から1976年までに39両（1001 - 1039号機）が製造された。高速貨物列車および20系寝台特急客車牽引に対応した高速運転用の区分である。
コキ10000系コンテナ車や20系客車が標準で装備する電磁ブレーキを操作するため、元空気溜引通しと電磁ブレーキ指令回路を追加し、ブレーキ増圧装置を搭載している。10000系貨車が装備するTR203形台車の空気ばねに圧縮空気を供給することも可能である。さらに20系客車との連絡用電話回路が設置されている。
1001 - 1015号機
1968年製でM形の最終グループの132 - 160号機と同一ロットで、基本的な構造は同じである。
1016 - 1025号機
1969・1970年製で、前面窓に熱線入りガラスが採用されデフロスターが廃止されている。ワイパーの強力化やその他計器類も一部変更されている。1020号機以降はTE・EB装置が新設され、一部暖房が強化されている。
1026 - 1035号機
1973 - 1974年製で尾灯を外ハメ式に変更したほか、前面飾り帯の素材変更およびメタリック塗装化・前面通風口の廃止・ブロック式ナンバープレートの採用などで、前面形状は700番台に近い意匠になっている。前面通風口の廃止のため、運転室内に扇風機が増設された。列車無線の普及で、運転室内の連絡用電話と、20系客車との連絡用のKE59Hジャンパ連結器が廃止された。電気暖房表示灯は縦長の2灯式が採用された。1974年製の1030号機以降は機器の難燃化が行われている。
1036 - 1039号機
1975 - 1976年製で電気暖房表示灯が横長の2灯式に変更になり、機器の難燃化がさらに進められた。また計器用変圧器がシリコンオイルに変更になり、完全な非PCB化となった。1976年製の1038・1039号機は同年廃車になったED71形1・3号機の代替として製造された。
「ゆうづる」「あけぼの」「北星」などの20系寝台特急と10000系貨車で組成された高速貨物列車Aに限定運用されたが、牽引機に特殊な装備を必要としない14系・24系客車の投入や20系客車の改造が進むと、寝台特急運用は一般機と区別なく運用されるようになった。
10000系貨車で組成された高速貨物列車Aの限定運用は、同貨車の老朽化によりブレーキを改造し100 km/h走行を可能にしたコキ50000形250000番台が投入されると、この専用編成を牽引するため、当番台に限り1988年に常用ブレーキ促進装置の取付などの対応改造が施工され限定運用が組まれた。JR化後投入された電磁ブレーキを持つコキ100系貨車による高速貨物列車Aも当番台による限定運用が組まれていた。
本区分のうち東日本旅客鉄道（JR東日本）に継承された車両は、東北本線客車列車運用の末期に、使用頻度の低い電磁ブレーキ指令回路を閉塞して、代わりに側扉閉パイロットランプ回路用のジャンパ栓受が設置された。当該車両の一部はのちにJR貨物へ移籍し、その後も運用された。
1977年には1027号機がお召し列車を牽引、1001号機と1003号機は予備機として整備された。なお、1003号機と1025号機は国鉄時代の事故で廃車となっている。一時的に1004号機と1005号機が貨物試験塗装となっていた。

## 運用の変遷・現況
1997年にEF62形が運用を離脱して以降、JRで定期運用を持つ電気機関車としては最も運用開始年が古い形式であるが、1990年代以降、旅客会社では客車列車の廃止、貨物会社でもEH500形の増備により淘汰が進んだ。そして2012年3月17日のダイヤ改正をもって本系列の定期運用が終了した。2019年現在はJR東日本が所持する5両のみが工事列車等を中心に使用されている。

### 国鉄時代

#### 東北地区

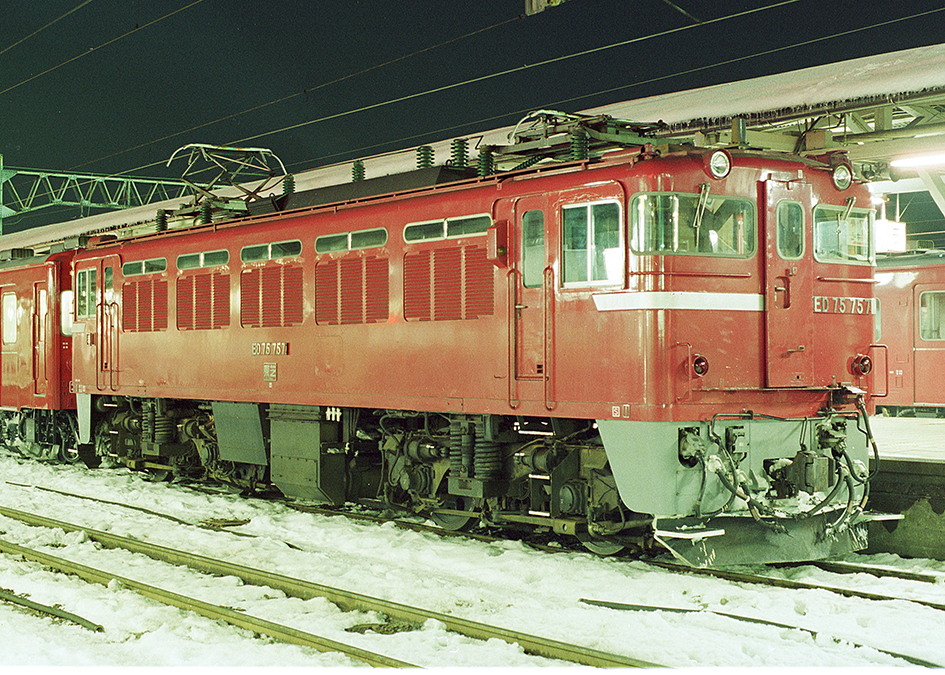
ED75 757（1987年、山形駅にて）

試作車2両は当初勝田電車区に配置され、1964年以降水戸 - 平間で各種性能試験が行われた後、製造が始まった基本番台の量産車25両とともに土浦 - 平間で運用に用いられたが、同区間ではすでに交直両用のEF80形が主力として運用されていたため、短距離の普通列車や貨物列車牽引が中心であった。
基本番台は1964年夏に勝田電車区へ追加配置された5両のうち4両が福島機関区へ転属し、ED71形と共通運用の形であったが同年10月からは新設された寝台特急「はくつる」の黒磯 - 仙台間を牽引することとなった。その後も新製車が福島機関区と仙台運転所に配置され1965年10月の盛岡駅電化を迎えたものの、本形式の製造が電化に追いつかず運用に余裕がなかったため翌年まで貨物列車を中心に蒸気機関車牽引の列車が残り、寝台特急も「はくつる」は黒磯 - 盛岡間を通して本形式が牽引したが、新設された「ゆうづる」は一時期DD51形が仙台 - 盛岡間を牽引した。1967年9月には常磐線の全線電化が完成し、勝田電車区配置車は全車が内郷機関区へ転属となったほか、長町機関区にも貨物列車用として配置された。
東北本線の全線電化と1968年10月改正により東北本線における本形式の運用は黒磯 - 青森間に拡大、新たに青森機関区へ1000番台15両と基本番台11両、盛岡機関区には基本番台18両が配置、このほか福島機関区と仙台運転所配置の基本番台は全車長町機関区と盛岡機関区に転属した。同改正以後の運用は青森機関区配置の1000番台が「ゆうづる」と10000系貨車による高速貨物列車を中心に、それ以外の基本番台は「十和田」に代表される客車急行列車や普通列車、高速貨物列車以外の貨物列車を担当した。1969年以後も「ゆうづる」や「あけぼの」、高速貨物列車の新設・増発に対応する形で1000番台が増備された青森機関区では基本番台の運用まで1000番台が進出したが、それ以外の東北本線・常磐線運用は1970年代後半まで基本的には大きな変化もなく推移した。
1971年9月に奥羽本線の秋田 - 青森間が電化、同時に秋田機関区へ700番台34両が新製配置され、寝台特急「あけぼの」「日本海」ほか旅客・貨物列車の牽引を担当することとなった。1972年3月には羽越本線の全線電化が完成したことで700番台の運用範囲は酒田 - 青森間に拡大、秋田機関区の配置両数も59両に増加したが、1974年に羽越本線内の脱線事故により736号機が廃車となった。その補充と1975年11月に完成した奥羽本線の全線電化のため1977年までに秋田機関区には計90両の700番台が配置され、山形 - 青森間では旅客・貨物列車の大半を担当することとなった。
1976年11月のダイヤ改正により「ゆうづる」の使用客車が20系から24系に変更、それまで青森機関区の1000番台が限定して運用されていた「ゆうづる」は基本番台での運用が可能となり、一時期は一部の「ゆうづる」運用が内郷機関区などに移管された。運用に余裕が出たこともあって1978年には青森機関区から福島運転所に一部の基本番台と1000番台が転属（これらは1980年以降長町機関区に再度転属）、老朽化の進んだED71形の置換えに充当された。
1980年に最後まで20系客車で残っていた「あけぼの」が24系客車へ変更され、青森機関区の1000番台の寝台特急牽引の限定運用が消滅した。また奥羽本線・羽越本線での運用が削減された700番台の一部が秋田機関区から福島機関区に転属、ED71形を1982年までに全車廃車とし、同年には3往復に増えた「あけぼの」の黒磯 - 福島間牽引を青森機関区から福島機関区（2往復）と長町機関区（1往復）へ移管し青森機関区担当の優等列車運用は「八甲田」の黒磯 - 青森間のみとなった。
同時期には貨物列車の削減が全国的にも深刻な状況となってきており1984年2月のダイヤ改正では内郷機関区から本形式の配置が消滅（長町機関区へ転属）、基本番台は初期製造車を中心に休車となる車両が出始めた。
1985年3月のダイヤ改正で寝台特急のヘッドマーク取り付けが全国で再開、その関係上「ゆうづる」の運用は青森機関区、「あけぼの」（黒磯 - 福島間）の運用は福島機関区に集約された。一方、同改正では一ノ関駅以南の東北本線と常磐線の全線で455・457系電車や715系1000代電車による普通列車の電車化が行われたこともあって休車となる基本番台車はその数を増やし、700番台の運用も減少した。
1986年に入り700番台の34両がED79形に改造され、同年11月のダイヤ改正では国鉄の分割民営化が決定的な状況となり、JR移行を想定し基本番台・1000番台・700番台問わず大規模な転配及び運用変更を行った。
青森東運転区(旧青森機関区)は、一部の基本番台と1000番台の大半が「ゆうづる」や一ノ関 - 青森間の普通列車運用など旅客列車運用分や一部の貨物列車牽引などを残して、盛岡機関区と長町機関区へ転属し、従来青森機関区が担当していた1000番台限定運用の高速貨物列車牽引を盛岡機関区へ移管した。また、秋田機関区から700番台を受け入れ、残存した基本番台と1000番台と共通運用で旅客列車に運用した。
長町と盛岡の両機関区は、青森機関区から一部の基本番台と1000番台の大半を受け入れ、東北本線の貨物列車運用の大半を両機関区へ集約し、旅客列車運用は青森、福島両機関区へ移管した。
秋田運転所秋田支所（旧秋田機関区）の700番台は一部が青森東運転区へ転属し、残った車両は奥羽本線羽越本線の旅客列車の多くと一部の貨物列車を担当した。また、秋田 - 青森間で担当していた「日本海」の運用は秋田以南からEF81形が通して牽引することとなって消滅した。
福島運転所（旧福島機関区）の基本番台と700番台は「あけぼの」黒磯 - 福島間や、急行「八甲田」「津軽」などの優等旅客列車、一部の貨物列車を担当した。なお、「あけぼの」運用は原則700番台が充当されていたが、基本番台が充当される場合もあった。
こうして本形式は5箇所の車両基地に配置され1987年の分割民営化を迎えた。相次ぐ貨物列車削減と荷物・郵便輸送廃止、ローカル普通列車の電車化もあって89号機以前の0番台車は全車休車となり、これらは民営化直前に廃車となった。
なお、東北本線は電化後も各所に20 ‰を越える勾配区間が存在することから本形式も運用開始以来貨物列車を中心に重連で運用されたが、国鉄時代の一時期には機関車回送を兼ねて3重連の貨物列車運用が存在し、旅客列車でも臨時列車運転時の機関車回送などを目的とした重連運用が頻繁に見られた。

#### 九州地区
300番台は全機門司機関区へ配置され、ED73形と共通運用で、ブルートレインや貨物列車の運用に用いられた。1966年10月改正からは本番台が限定運用で、門司-香椎操車場間で10000系貨車にて編成された高速貨物列車を牽引している。
1968年10月改正以降は、北九州のブルートレイン牽引は20系客車のブレーキ改良に伴い、ED73形が限定運用で牽引するようになったが、牽引機に制限のない14系および24系客車がブルートレイン運用に用いられるようになると再びブルートレイン牽引に用いられるようになった。
線路等級の問題から鹿児島本線八代以南や佐世保線への入線ができず、鹿児島本線門司-熊本（操）間と長崎本線内の九州北部の運用に限定されていた。
1976年の長崎本線電化以降はおもに長崎本線直通の列車に用いられるようになり、特急鮮魚貨物列車ぎんりん（長崎・博多港 - 大阪市場間）などを牽引し、貨物列車の間合いでは長崎-肥前山口間で上り「さくら」を牽引した。
貨物列車が大幅削減された1984年2月改正以降は、ED76形と共通運用で門司-長崎間のブルートレイン「さくら」「あさかぜ１号」「あかつき」「明星」などを牽引した。
1985年3月改正からは順次ED76形への置き換えが進み、この間もED76形と共通運用で「みずほ」「あかつき」と上り｢はやぶさ｣などの牽引をおこなったが、1986年3月までには全車が運用を離脱し廃車になった。

### JR東日本
基本番台の後期製造機と1000番台の一部・700番台の残存全車を承継し、「ゆうづる」などの寝台特急を含む東北地区各線区の客車列車牽引、JR貨物から受託した貨物運用に使用した。しかし1988年には「ゆうづる」運用がEF81形牽引の「北斗星」に置き換えられる形で消滅、さらに1993年には急行「八甲田」といった優等列車が廃止されたことで主に東北本線南部を受け持っていた福島運転所は福島運輸区（現・福島総合運輸区）に改組され車両配置も無くなり 、同年には客車による普通列車が多く運転されていた一ノ関以北の東北本線、羽越本線や奥羽本線でも701系電車の投入が始まったことで運用が減少、1996年までに普通客車列車自体が全廃されたことで廃車が本格化した。残っていた「あけぼの」運用も1997年の運行経路変更によって全区間がEF81形に置き換えられ、これによって客車列車牽引の定期運用をすべて失ったことから秋田や青森所属の車両も東北新幹線八戸駅開通時までに大幅な整理が行われた。基本番台や1000番台の一部は、貨物運用受託解消に伴いJR貨物に売却されたが、700番台は当初投入線区の関係から貨物運用への転用は困難で、経年が新しいにもかかわらず基本番台より先に淘汰が進んだ。また、線区の特殊性からED77形やED78形といった専用の機関車を運用していた磐越西線や仙山線でも、1990年代半ば以降は軌道の強化・貨物列車の廃止により運用上の制限がなくなったことから臨時列車などの運転時にはED75形が入線するようになった。
2024年9月時点の在籍車両はすべて700番台で、秋田総合車両センター南秋田センターに1両 (767) 、仙台車両センターに3両 (757 - 759) が配置されていたが、このうち仙台車両センター所属の757号機が同年10月9日に秋田総合車両センターへ廃車回送された。
秋田所属の車両はJR貨物から運用委託された土崎 - 酒田間の不定期（指定曜日運転）貨物列車牽引に使用されたが、2007年3月に列車が廃止されたことで定期運用がなくなった。仙台所属車は仙台周辺の工事列車をおもに運用されるほか、EF81形の故障時には寝台特急「カシオペア」・「北斗星」の代替牽引や、検査などでJR貨物のED75形の所定数が不足した際の貸出も行われたことがある。
定期運用を持たない代わりに運用範囲は広く、工事列車や甲種輸送などの都合にあわせ、羽越本線酒田以北の交流区間で使用される。線路等級の問題で1・2級線に限定されるものの支線区にも入線することもあり、中には運用の事情で交直流機の運用エリアとされる常磐線の藤代駅や水戸線の川島駅まで運転された事例もある。

### JR貨物
90号機以降の0番台・1000番台の大部分を承継したほか、輸送量の増大と1988年に事故で廃車された1014と1032の補充に対応するため国鉄清算事業団から購入し、車籍を復活した車両 も存在した。
分割民営化直後には141号機が白色の帯を外板下半分に、122・126・1004・1005号機は外板上半分を黒色、下半分を赤色で塗り分け、車体中央部にはクリーム色の帯を斜めに配した試験塗装が施されたが、1990年代半ばまでにこれらの試験塗装は消滅した。
旧盛岡機関区の所属車を統合した1999年以降は稼働中の基本番台・1000番台の全車が仙台総合鉄道部（旧長町機関区）に配置される。東北地方太平洋沖地震（東日本大震災）以前の使用区間は以下の通りであった。
- 東北本線（岩沼 - 盛岡貨物ターミナル間）。ただし、下記以外の東北本線内でも代走を行うこともあった。
- 常磐線（水戸駅以北）

東北本線では本形式の運用開始以来、長く黒磯以北の交流電化区間で使用されてきたが、2009年3月のダイヤ改正で岩沼 - 黒磯、2010年3月のダイヤ改正で盛岡貨物ターミナル以北の定期運用と重連運用が消滅した。震災後は常磐線の不通に伴い、仙台周辺の区間列車と代走でわずかに使用された。
過去には奥羽本線秋田貨物駅までの運用が存在したが、2008年3月のダイヤ改正で同区間の運用をEF510形に置き換え、一旦本形式での運用がなくなった。2009年3月のダイヤ改正で再度、弘前駅までの運用が復活したが、翌年の盛岡以北撤退により消滅している。
JR化直後には残存全車の制御器を無接点化する改修を実施したほか、1993年から大規模な機器取替などの更新工事が開始され、施工機は外部塗色が変更されている。当初の施工機は外板下半分が白く「白更新」と通称されるが、2003年7月に出場した1028号機から車体裾のみ白くした「新更新色」となっている。特にこの1028号機は仙台総合鉄道部で車体「ED75」と巨大なレタリングが入れられ、EF81形95号機などの「スーパーエクスプレスレインボー」専用色に類似した外観であったが、2009年3月に運用を離脱した。
一時期はEH500形の故障続出によって稼動機の必要数が不足し、いったん運用を外れた本形式が再度整備されて復帰する事態も発生した。しかし、EH500形の稼動状況が安定すると、M形を中心に更新工事の有無を問わず検査期限が切迫した車両から順次運用を外れて廃車となった。
2011年3月11日には浜吉田駅 - 山下駅間で貨物列車を牽引中の1039号機が、東北地方太平洋沖地震（東日本大震災）による津波の直撃を受けた。牽引していたコンテナ車はすべて脱線したが、1039号機は脱線することなく線路上に留まり続けた（後に廃車解体）。
2012年の2月時点では、M形4両 (113, 114, 140, 143)とP形3両 (1004, 1015, 1034) の計7両が配置されていた。その後同年3月17日のダイヤ改正をもって全機が運用終了、同年6月までにすべて廃車となった。

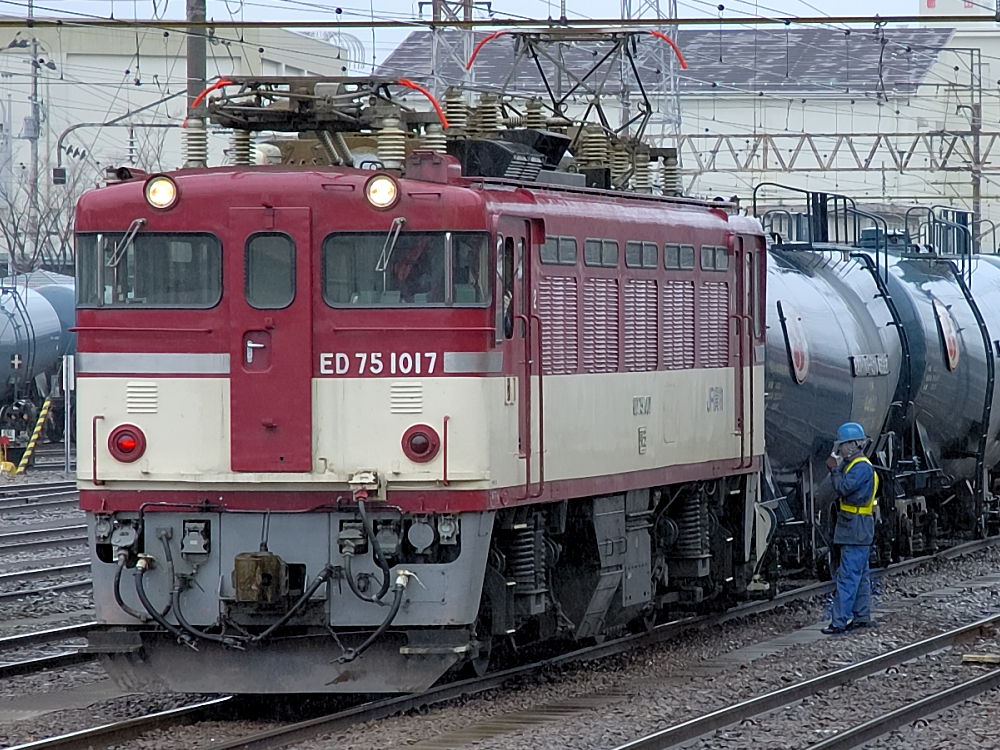
ED75形更新工事施工機（ED75 1017, 2007年3月、郡山駅）
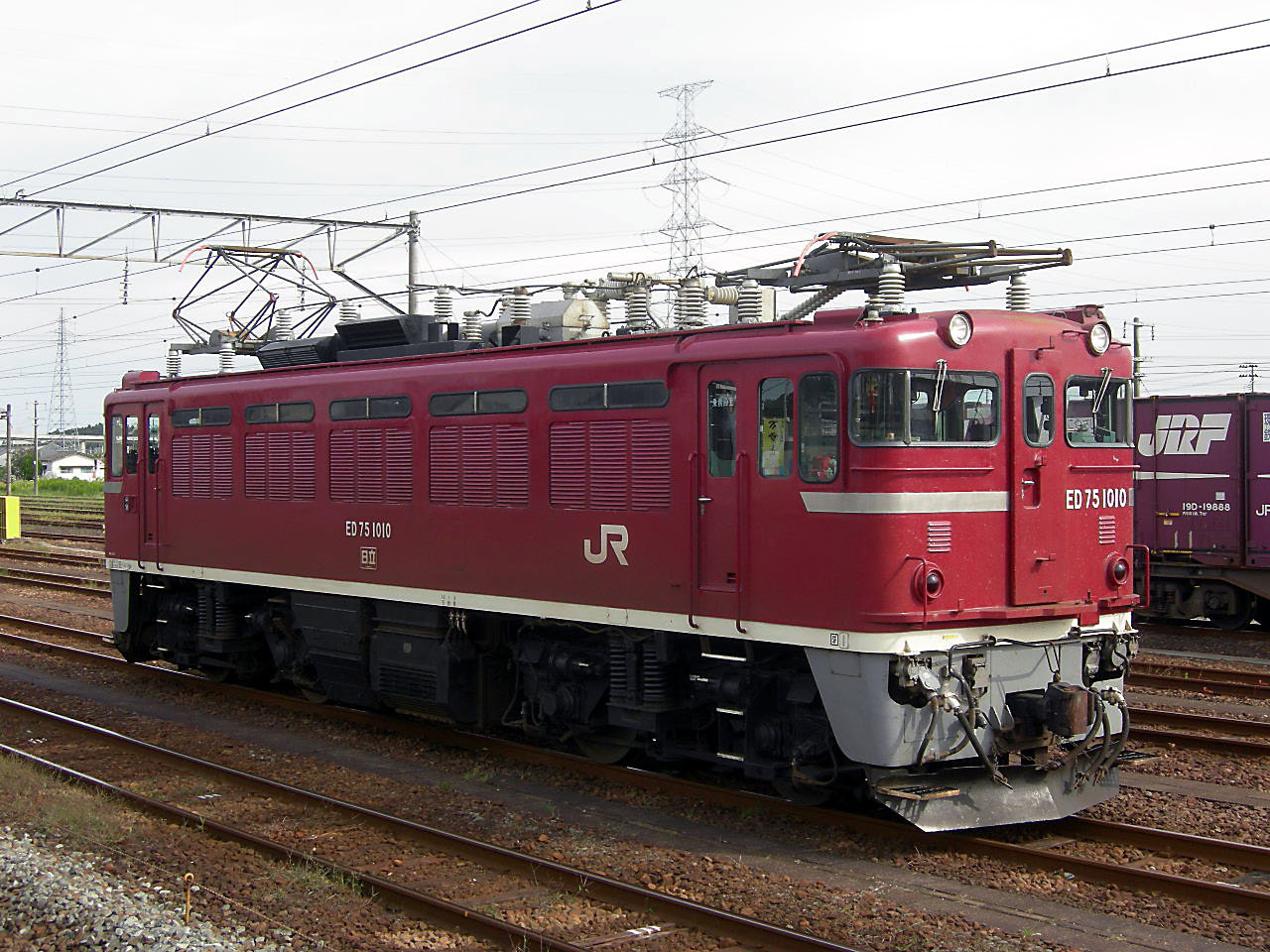
ED75形更新工事施工機（新塗装）（ED75 1010, 2008年10月、陸前山王駅）
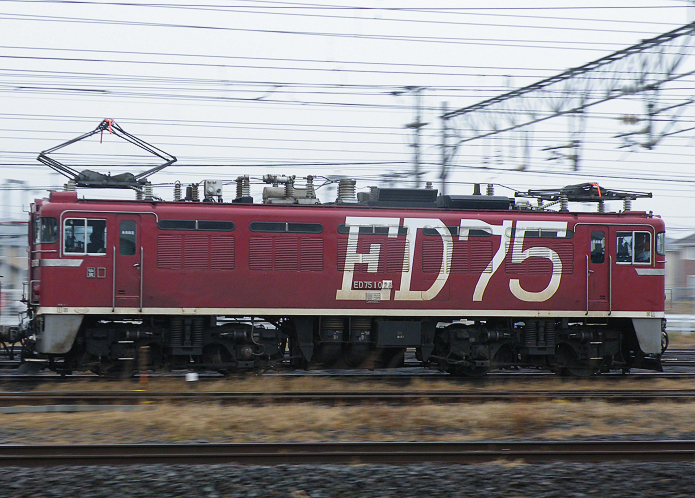
ED75形新更新塗色（ED75 1028, 2009年1月、岩沼駅）

## 保存機
| 画像 | 番号     | 所在地                                                                        | 備考 |
| ---- | -------- | ----------------------------------------------------------------------------- | --- |
|      | ED75 501 | 北海道小樽市手宮1丁目3-6 小樽市総合博物館（鉄道・科学・歴史館）               | 2023年8月以降、PCBを含む機器を撤去予定。 |
|      | ED75 775 | 埼玉県さいたま市大宮区大成町3丁目47 鉄道博物館                                | |
|      | ED75 1   | 宮城県宮城郡利府町利府新谷地脇93 新幹線総合車両センター ※解体済み             | 廃車後は福島運転所で保管され、1990年からは利府駅構内で留置されていた。 2002年のFIFAワールドカップの際に再整備のうえで当所に移設されたが、2019年12月に解体された。 |
|      | ED75 39  | 群馬県高崎市双葉町5-1 JR東日本 高崎運転所（現：ぐんま車両センター） ※解体済み | 1987年から当所で保管されていたが、1998年に解体された。 |